# 凯克里
凯克里（Kekri），是印度拉贾斯坦邦Ajmer县的一个城镇。总人口34129（2001年）。

## 人口
该地2001年总人口34129人，其中男性17630人，女性16499人；0—6岁人口5205人，其中男2738人，女2467人；识字率62.75%，其中男性为73.77%，女性为50.98%。